# ماندالا

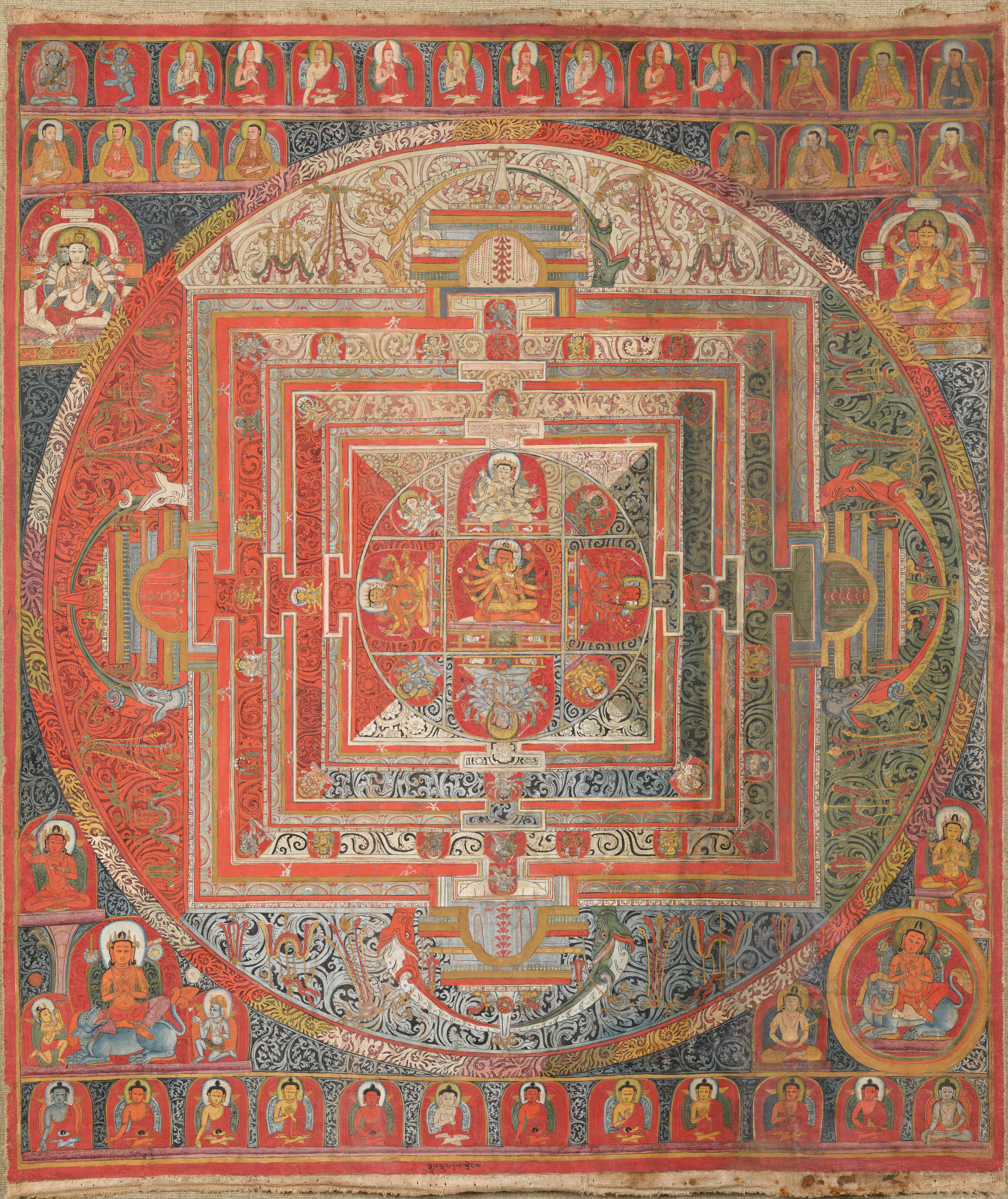
نقاشی تانگکا از ماندالای مانجوواجرا

ماندالا (मण्डल; به معنی دایره در سانسکریت) یا دوایر کیهان‌نما، جدولی است هندسی مورد استفاده در ادیان بودا و هندو که به عنوان نمادی برای جهان هستی به کار می‌رود. اصل ماندالا از دین هندو است ولی در آیین بودا هم کاربرد زیادی پیدا کرده است.
ماندالاها دایره‌هایی نمادین برای تمرکز بر خویشتن و جستجو در درون انسان هستند. مرکز دایره جدول ماندالا برای تمرکز در حین مراقبه دینی بکار می‌رود. اشکال متقارن هندسی ماندالا خودبخود توجه شخص را به مرکز دایره جذب می‌کنند.
البته گسترۀ کاربرد ماندالا بسیار وسیع‌تر از آیین‌های یادشده است؛ مثلاً در معماری فرهنگ‌های اسلامی (حیاط باغ فین کاشان، طرح حیاط مسجد علی اصفهان، طرح حیاط زیارتگاه شاه نعمت‌الله ولی ماهان) و مسیحی هم طرح‌های ماندالا دیده می‌شود. این واژه در فارسی و عربی به صورت مَندَل بکار می‌رود و مورد استفادۀ جن‌گیران در مراسم احضار روح است. نمونه‌ای از ان را ادوارد براون از زبان یک ایرانی که خود آن را تجربه کرده، توضیح داده است.
کتابی نیز منسوب به ابوحامد غزالی با عنوان «المندل و الخاتم السلیمانی و العلم الروحانی» (عبدالفتاح السید الطوخی، بیروت: مکتبه الثقافیه، بی‌تا) در ترسیم طلسمات و علوم غریبه منتشر شده است.
کارل یونگ ماندالا را کهن‌الگوی خویشتن می‌داند، نماد تمامیت و نظم و کار ویژهٔ آن سازماندهی و دربرگیری تمامیت روان و ساماندهی و تنظیم دوبارۀ وضعیت‌های هرج‌ومرج آلود است و در کتاب خاطرات، رؤیاها و اندیشه‌ها می‌گوید: ماندالاهای من رمزنگاری‌های مربوط به وضعیت خودم بود که هر روز یک طرح جدید از آن به من الهام می‌شد. من آن‌ها را مثل مروارید گرانبها محافظت کردم. به‌طور فزاینده‌ای برای من روشن شد که ماندالا «مرکز» است، شاخص تمام مسیرهاست، و مسیری است به مرکز، به فردیت.
نمونه‌های ماندالاها در فرهنگ باستان وجود دارد. می‌توان آن را در نقاشی‌های دیواری مسیحیت به همراه نقش حیوانات برای به تصویر کشیدن فرستادگان اولوهیت و نیز در نقوش منطقه البروج یافت. (منطقه البروج) نجومی و نسخه‌های آن نمونه‌هایی از ماندالا هستند. همچنین، در آیین هندوئیسم، نمونه‌هایی جذاب از ماندالا با نمادهای پانتئون محلی پیدا می‌کنیم.

## نگارخانه

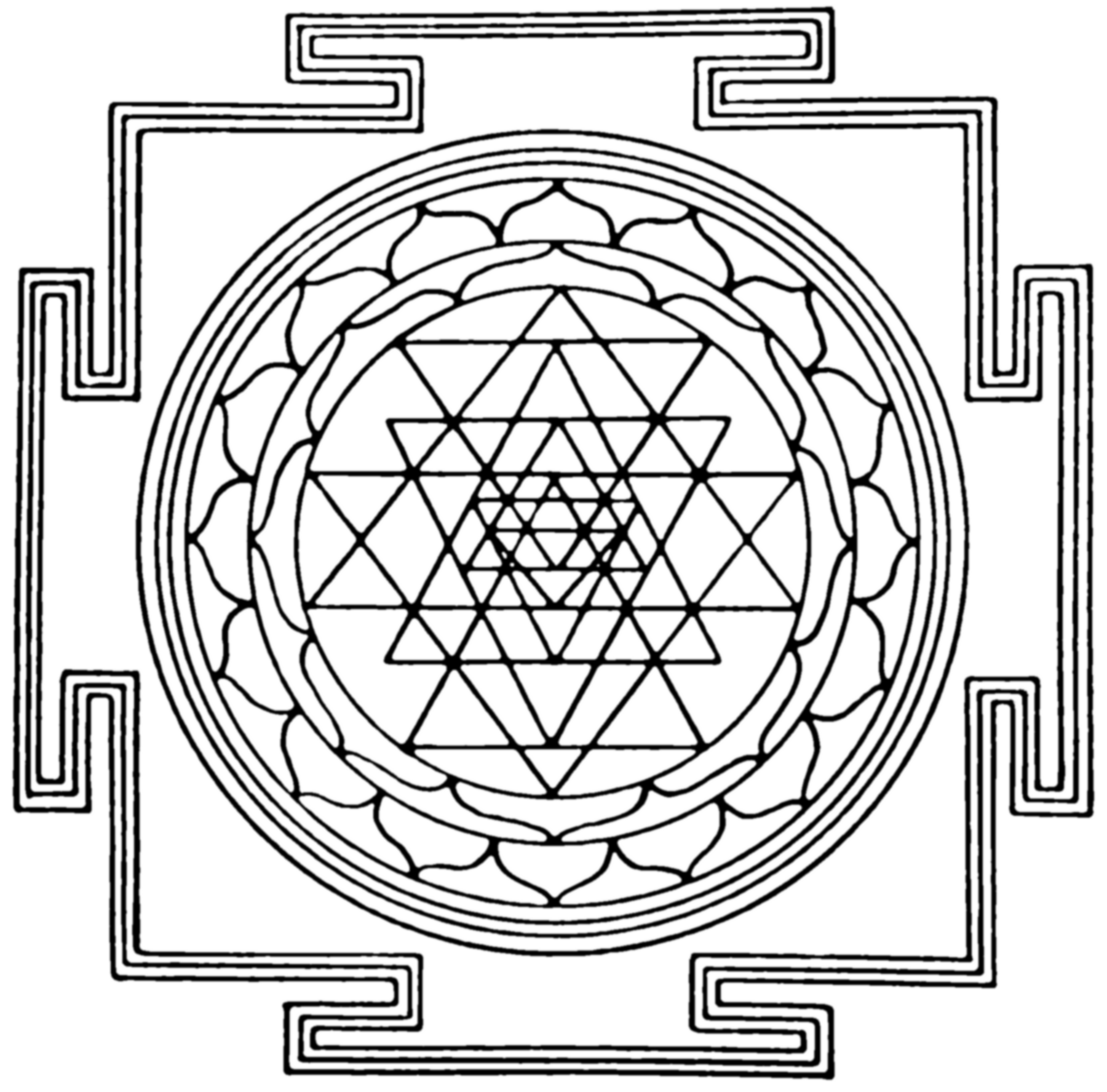
طرحی نموداری از سری یانترا که مربع بیرونی را با چهار دروازه T شکل و دایره مرکزی نشان می‌دهد.
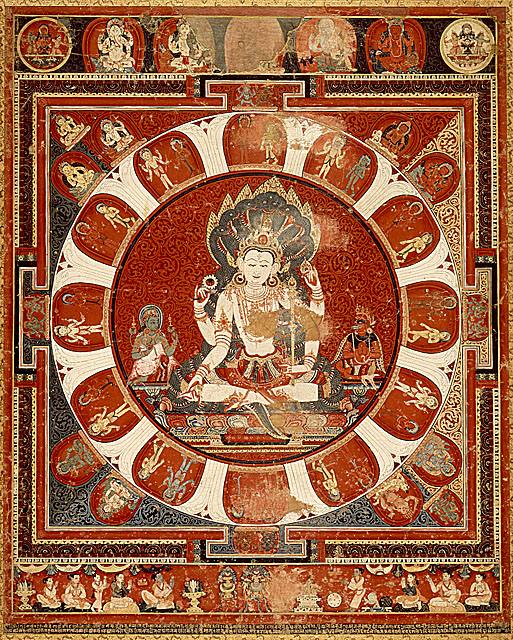
ویشنو-ماندالا
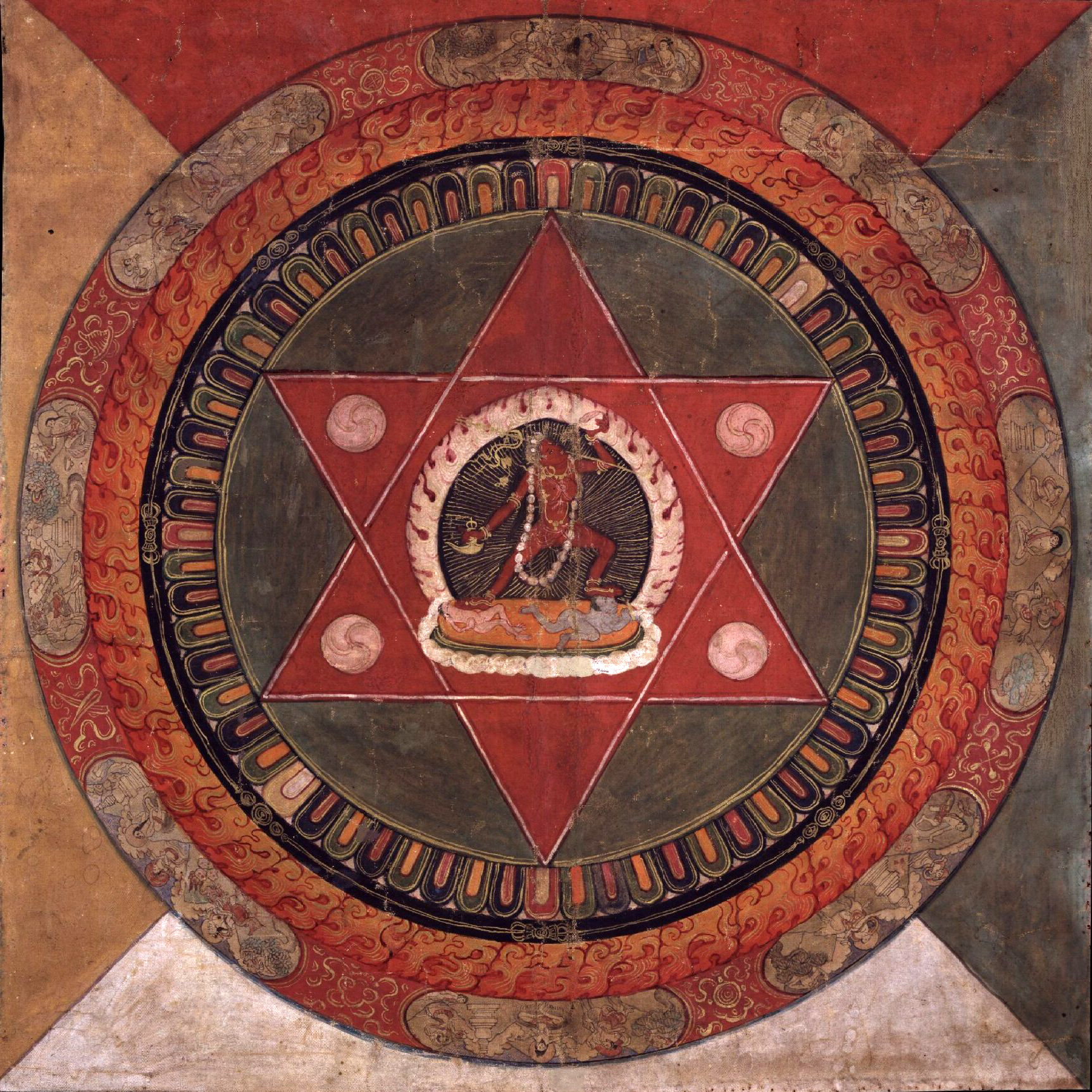
نقاشی شده در قرن ۱۹  تبت ماندالای سنت ناروپا، واجرایوگینی در مرکز دو مثلث قرمز متقاطع، موزه هنر روبین ایستاده است.
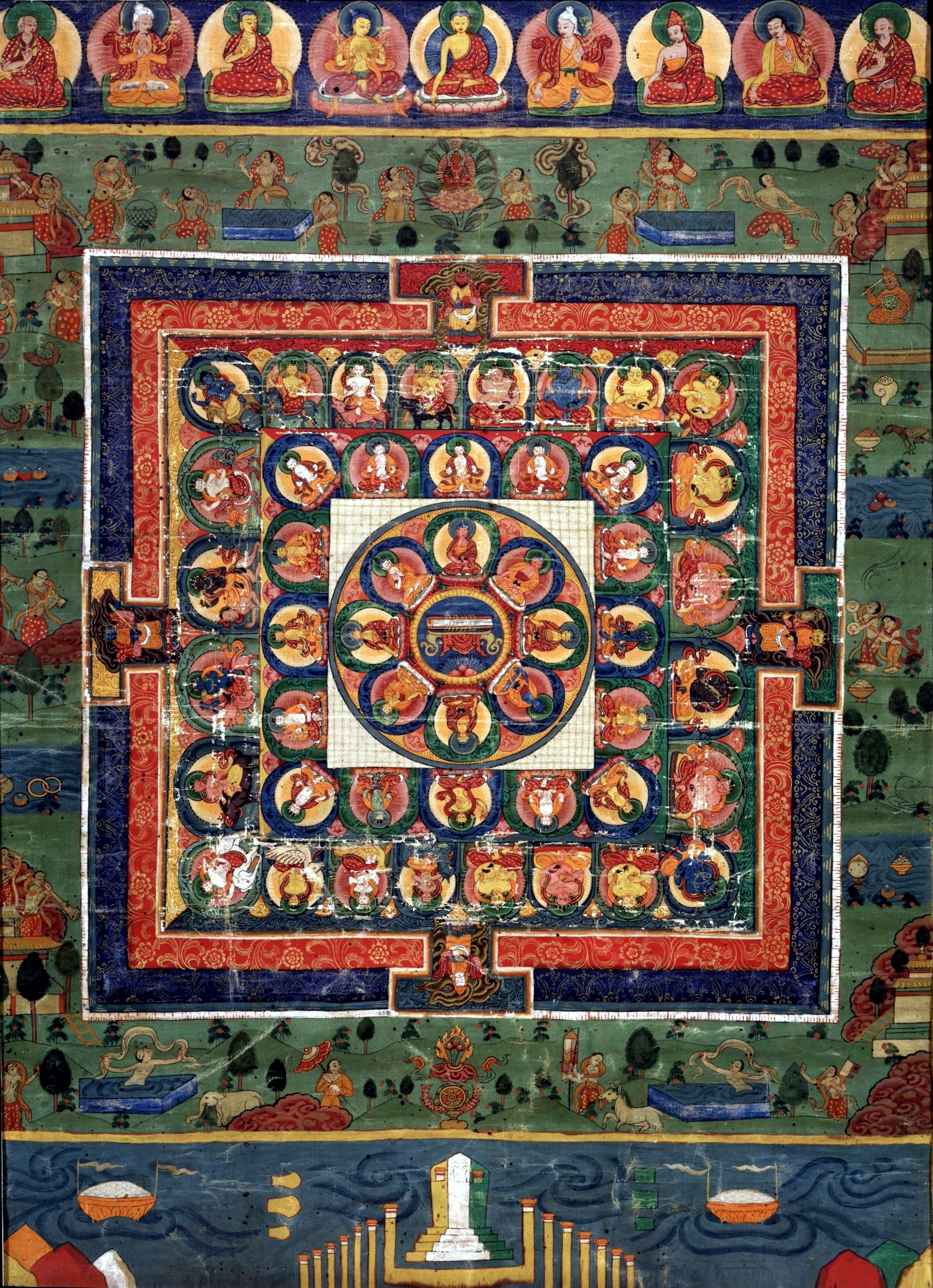
نقاشی شده پادشاهی بوتان که ماندالای پزشکی بودا با فراسوی فرزانگی در مرکز، قرن ۱۹، موزه هنر روبین
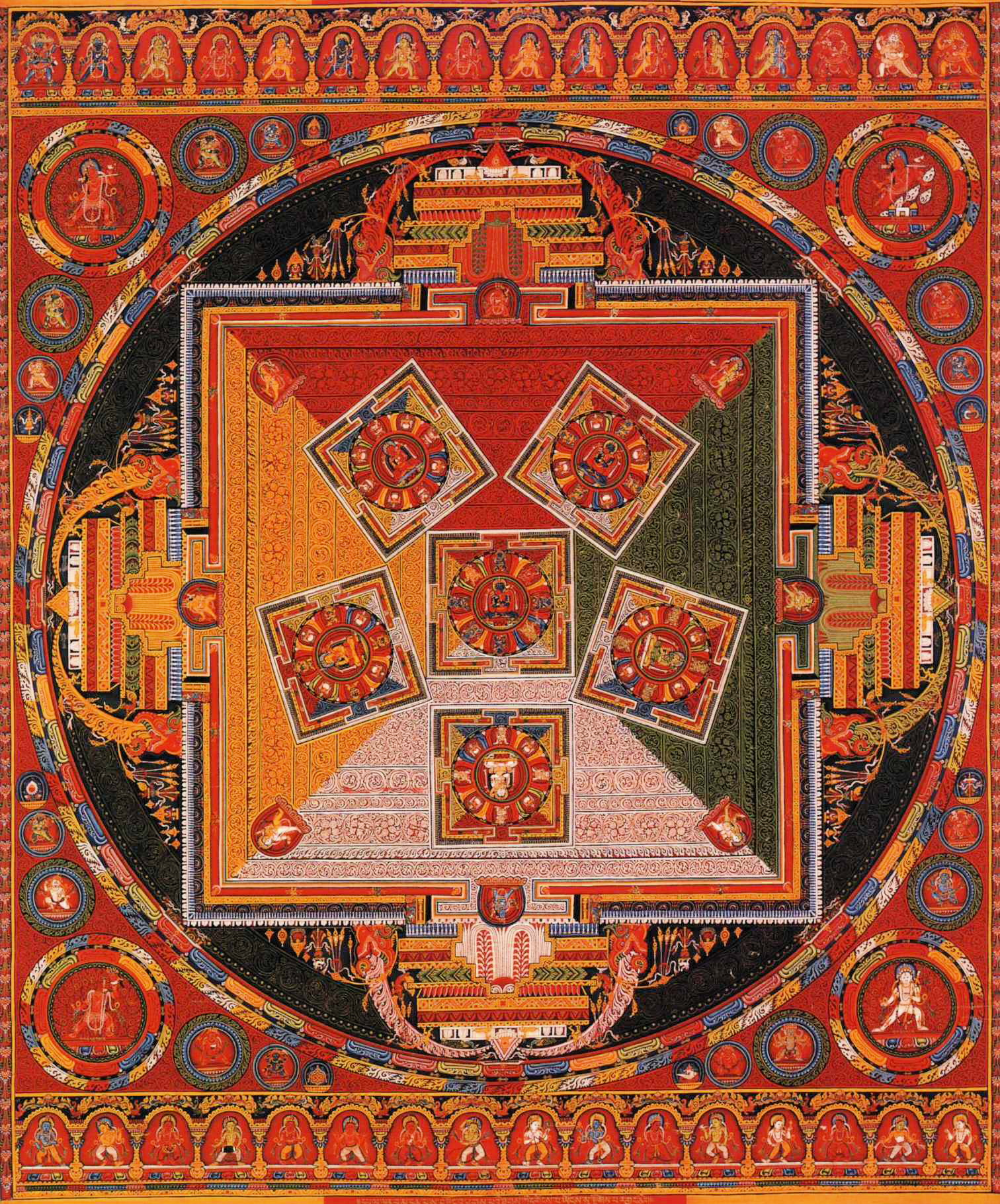
ماندالای شش چاکراوارتین
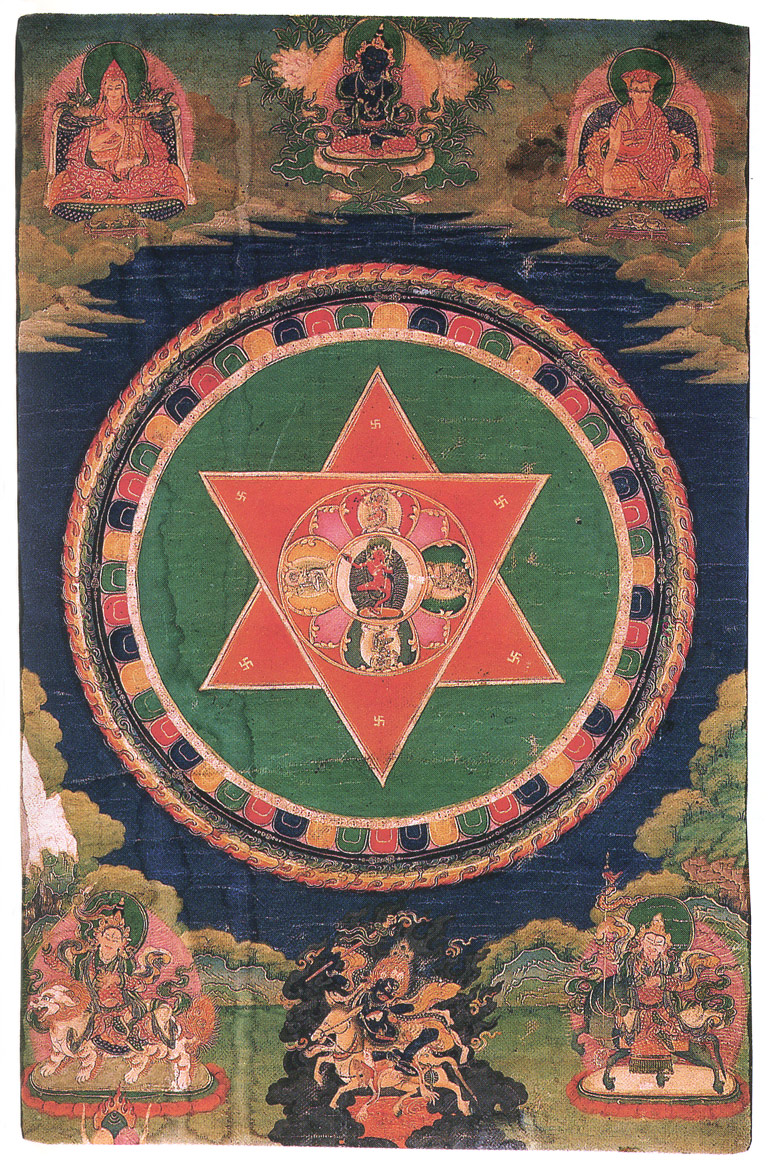
وجراوراهی ماندالا
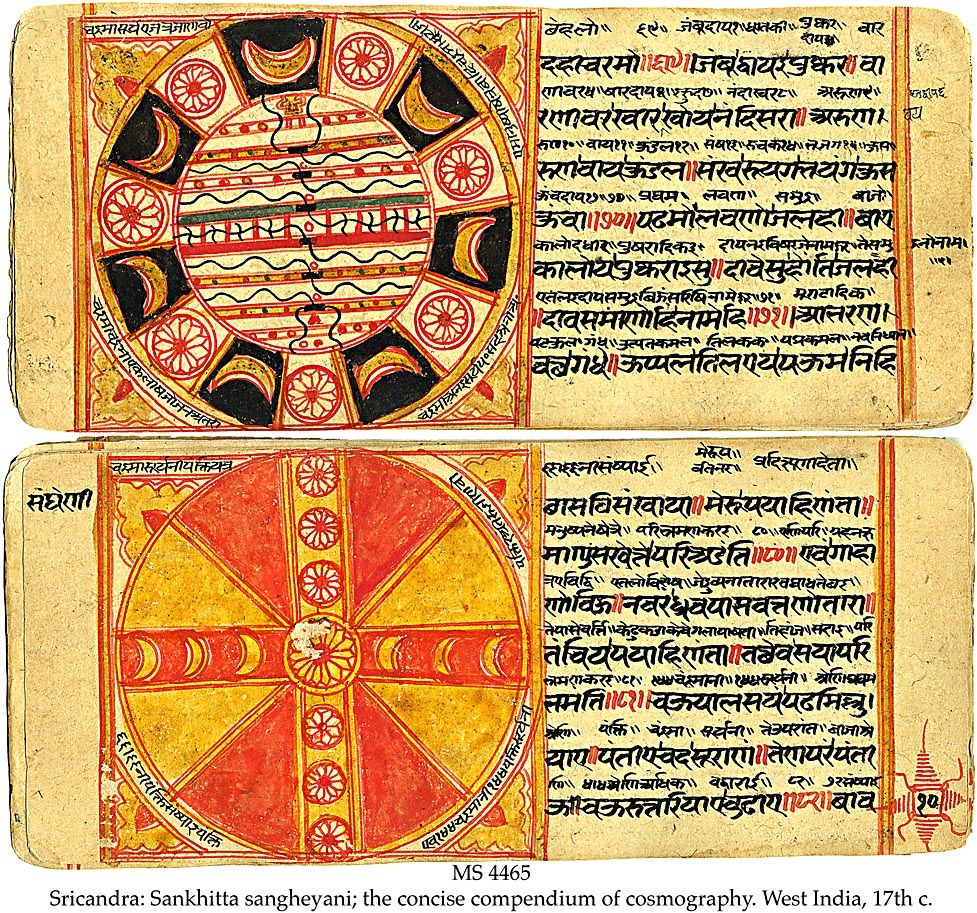
نمودارهای کیهانی و متن.
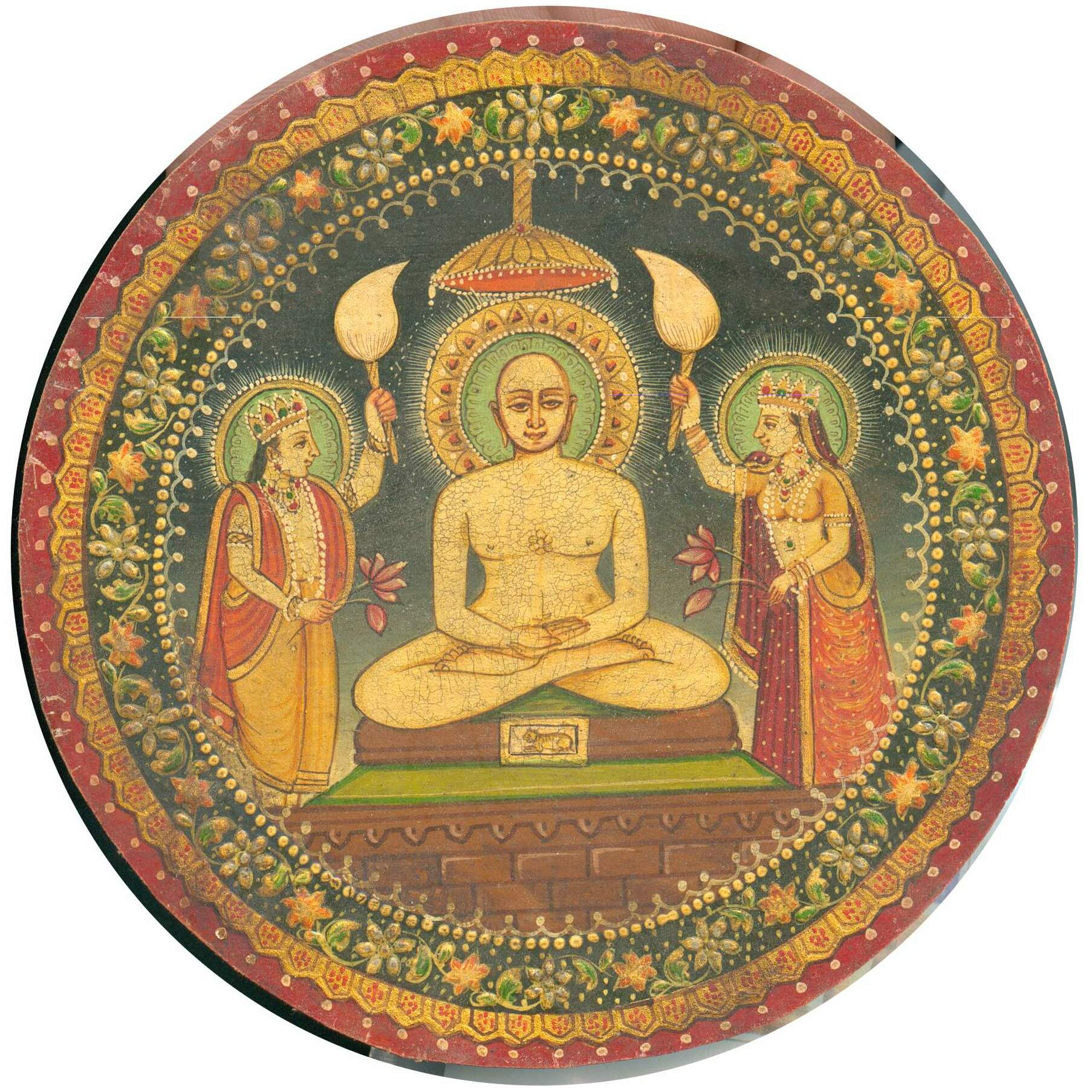
نقاشی جین از مهاویرا.
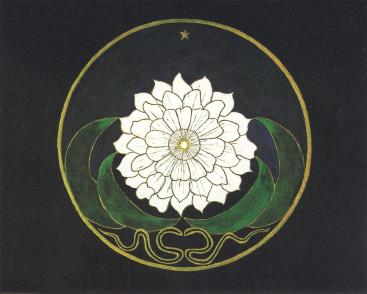
ماندالایی که توسط بیمار کارل یونگ نقاشی شده است
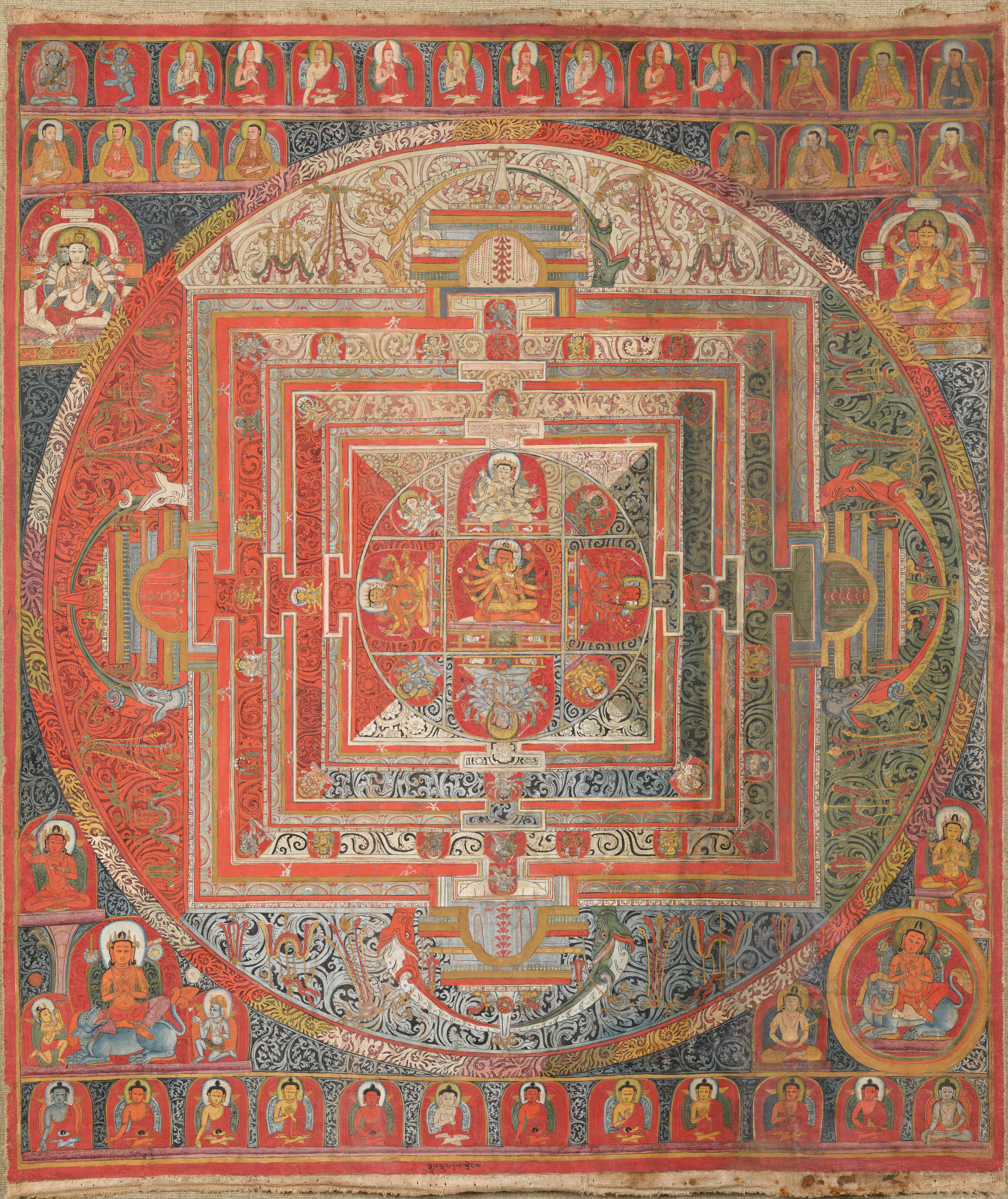